# Petchia cryptophlebia
Petchia cryptophlebia là một loài thực vật có hoa trong họ La bố ma. Loài này được (Baker) Leeuwenb. miêu tả khoa học đầu tiên năm 1997.